# J&T Banka Prague Open 2015 - Qualificazioni singolare
Le qualificazioni del singolare del J&T Banka Prague Open 2015 sono state un torneo di tennis preliminare per accedere alla fase finale della manifestazione. Le vincitrici dell'ultimo turno sono entrate di diritto nel tabellone principale. In caso di ritiro di una o più giocatrici aventi diritto a queste sono subentrate le lucky loser, ossia le giocatrici che hanno perso nell'ultimo turno ma che avevano una classifica più alta rispetto alle altre partecipanti che avevano comunque perso nel turno finale.

## Teste di serie
1. Lucie Hradecká (qualificata)
2. Yanina Wickmayer (entrata nel tabellone principale)
3. Ana Konjuh (qualificata)
4. Anna-Lena Friedsam (primo turno)
5. Julija Putinceva (ultimo turno)

1. Danka Kovinić (qualificata)
2. Sesil Karatančeva (ultimo turno)
3. Mariana Duque Mariño (secondo turno)
4. Elizaveta Kuličkova (primo turno)

## Qualificate
1. Lucie Hradecká
2. Ol'ga Govorcova

1. Ana Konjuh
2. Danka Kovinić

## Tabellone

### Legenda
| - Q = Qualificato - WC = Wild card - LL = Lucky loser | - ALT = Alternate - SE = Special Exempt - PR = Protected Ranking | - w/o = Walkover - r = Ritirato - d = Squalificato |

### Sezione 1
|  | Primo turno | Primo turno        | Primo turno        | Primo turno | Primo turno |  |  | Secondo turno | Secondo turno     | Secondo turno    | Secondo turno     | Secondo turno     |   |   | Ultimo turno | Ultimo turno   | Ultimo turno   | Ultimo turno | Ultimo turno |  |
|  |             |                    |                    |             |             |  |  |               |                   |                  |                   |                   |   |   |              |                |                |              |              |  |
|  | 1           | Lucie Hradecká     | Lucie Hradecká     | 6           | 6           |  |  |               |                   |                  |                   |                   |   |   |              |                |                |              |              |  |
|  | WC          | Lucie Kaňková      | Lucie Kaňková      | 1           | 2           |  |  | 1             | Lucie Hradecká    | Lucie Hradecká   | 6                 | 6                 |   |   |              |                |                |              |              |  |
|  |             | Barbora Štefková   | 4                  | 6           | 7           |  |  |               | Barbora Štefková  | Barbora Štefková | 2                 | 1                 |   |   |              |                |                |              |              |  |
|  |             | Paula Kania        | 6                  | 3           | 5           |  |  |               |                   |                  |                   |                   |   |   | 1            | Lucie Hradecká | Lucie Hradecká | 6            | 6            |  |
|  |             | Asia Muhammad      | Asia Muhammad      | 6           | 6           |  |  |               |                   | 7                | Sesil Karatančeva | Sesil Karatančeva | 4 | 4 |              |                |                |              |              |  |
|  | WC          | Chantal Škamlová   | Chantal Škamlová   | 0           | 0           |  |  |               | Asia Muhammad     | 65               | 79                | 1                 |   |   |              |                |                |              |              |  |
|  |             | Nigina Abduraimova | Nigina Abduraimova | 2           | 0           |  |  | 7             | Sesil Karatančeva | 7                | 67                | 6                 |   |   |              |                |                |              |              |  |
|  | 7           | Sesil Karatančeva  | Sesil Karatančeva  | 6           | 6           |  |  |               |                   |                  |                   |                   |   |   |              |                |                |              |              |  |

### Sezione 2
|  | Primo turno | Primo turno          | Primo turno          | Primo turno | Primo turno |  |  | Secondo turno | Secondo turno        | Secondo turno        | Secondo turno    | Secondo turno |   |   | Ultimo turno | Ultimo turno    | Ultimo turno | Ultimo turno | Ultimo turno |  |
|  |             |                      |                      |             |             |  |  |               |                      |                      |                  |               |   |   |              |                 |              |              |              |  |
|  | 9           | Elizaveta Kuličkova  | 6                    | 2           | 3           |  |  |               |                      |                      |                  |               |   |   |              |                 |              |              |              |  |
|  |             | Michaëlla Krajicek   | 0                    | 6           | 6           |  |  |               | Michaëlla Krajicek   | Michaëlla Krajicek   | 4                | 65            |   |   |              |                 |              |              |              |  |
|  |             | Elena Bogdan         | 2                    | 6           | 5           |  |  |               | Ol'ga Govorcova      | Ol'ga Govorcova      | 6                | 7             |   |   |              |                 |              |              |              |  |
|  |             | Ol'ga Govorcova      | 6                    | 4           | 7           |  |  |               |                      |                      |                  |               |   |   |              | Ol'ga Govorcova | 7            | 4            | 6            |  |
|  |             | Barbora Krejčíková   | Barbora Krejčíková   | 1           | 4           |  |  |               |                      |                      | Jeļena Ostapenko | 5             | 6 | 1 |              |                 |              |              |              |  |
|  |             | Jeļena Ostapenko     | Jeļena Ostapenko     | 6           | 6           |  |  |               | Jeļena Ostapenko     | Jeļena Ostapenko     | 6                | 7             |   |   |              |                 |              |              |              |  |
|  |             | Kateřina Vaňková     | Kateřina Vaňková     | 63          | 3           |  |  | 8             | Mariana Duque Mariño | Mariana Duque Mariño | 4                | 63            |   |   |              |                 |              |              |              |  |
|  | 8           | Mariana Duque Mariño | Mariana Duque Mariño | 7           | 6           |  |  |               |                      |                      |                  |               |   |   |              |                 |              |              |              |  |

### Sezione 3
|  | Primo turno | Primo turno      | Primo turno      | Primo turno | Primo turno |  |  | Secondo turno | Secondo turno    | Secondo turno | Secondo turno    | Secondo turno    |   |   | Ultimo turno | Ultimo turno | Ultimo turno | Ultimo turno | Ultimo turno |  |
|  |             |                  |                  |             |             |  |  |               |                  |               |                  |                  |   |   |              |              |              |              |              |  |
|  | 3           | Ana Konjuh       | Ana Konjuh       | 6           | 6           |  |  |               |                  |               |                  |                  |   |   |              |              |              |              |              |  |
|  |             | Nina Zander      | Nina Zander      | 3           | 3           |  |  | 3             | Ana Konjuh       | Ana Konjuh    | 6                | 6                |   |   |              |              |              |              |              |  |
|  |             | Vera Duševina    | 3                | 6           | 4           |  |  |               | Risa Ozaki       | Risa Ozaki    | 0                | 3                |   |   |              |              |              |              |              |  |
|  |             | Risa Ozaki       | 6                | 1           | 6           |  |  |               |                  |               |                  |                  |   |   | 3            | Ana Konjuh   | Ana Konjuh   | 6            | 6            |  |
|  | WC          | Marie Bouzková   | 3                | 7           | 2           |  |  |               |                  | 5             | Yulia Putintseva | Yulia Putintseva | 1 | 2 |              |              |              |              |              |  |
|  |             | Martina Borecká  | 6                | 63          | 6           |  |  |               | Martina Borecká  | 1             | 6                | 4                |   |   |              |              |              |              |              |  |
|  | Alt         | Emma Flood       | Emma Flood       | 2           | 2           |  |  | 5             | Yulia Putintseva | 6             | 4                | 6                |   |   |              |              |              |              |              |  |
|  | 5           | Yulia Putintseva | Yulia Putintseva | 6           | 6           |  |  |               |                  |               |                  |                  |   |   |              |              |              |              |              |  |

### Sezione 4
|  | Primo turno | Primo turno         | Primo turno         | Primo turno | Primo turno |  |  | Secondo turno | Secondo turno       | Secondo turno       | Secondo turno | Secondo turno |   |    | Ultimo turno | Ultimo turno        | Ultimo turno        | Ultimo turno | Ultimo turno |  |
|  |             |                     |                     |             |             |  |  |               |                     |                     |               |               |   |    |              |                     |                     |              |              |  |
|  | 4           | Anna-Lena Friedsam  | 5                   | 6           | 5           |  |  |               |                     |                     |               |               |   |    |              |                     |                     |              |              |  |
|  |             | Ons Jabeur          | 7                   | 2           | 7           |  |  |               | Ons Jabeur          | Ons Jabeur          | 3             | 0r            |   |    |              |                     |                     |              |              |  |
|  | WC          | Markéta Vondroušová | 2                   | 6           | 6           |  |  | WC            | Markéta Vondroušová | Markéta Vondroušová | 6             | 3             |   |    |              |                     |                     |              |              |  |
|  |             | Andrea Hlaváčková   | 6                   | 3           | 3           |  |  |               |                     |                     |               |               |   |    | WC           | Markéta Vondroušová | Markéta Vondroušová | 5            | 67           |  |
|  |             | Kateryna Bondarenko | Kateryna Bondarenko | 6           | 6           |  |  |               |                     | 6                   | Danka Kovinić | Danka Kovinić | 7 | 79 |              |                     |                     |              |              |  |
|  |             | Pernilla Mendesová  | Pernilla Mendesová  | 4           | 2           |  |  |               | Kateryna Bondarenko | Kateryna Bondarenko | 3             | 4             |   |    |              |                     |                     |              |              |  |
|  | Alt         | Jesika Malečková    | Jesika Malečková    | 5           | 4           |  |  | 6             | Danka Kovinić       | Danka Kovinić       | 6             | 6             |   |    |              |                     |                     |              |              |  |
|  | 6           | Danka Kovinić       | Danka Kovinić       | 7           | 6           |  |  |               |                     |                     |               |               |   |    |              |                     |                     |              |              |  |